# Сухорукова Галина Станіславівна
Гали́на Станісла́вівна Сухору́кова (24 березня 1923, Запоріжжя — 1 грудня 2007, Київ) — українська камерна співачка (мецо-сопрано) і педагог. Заслужена артистка Української РСР з 1960 року; лауреат Всесоюзного конкурсу співаків (друга премія, Москва, 1965); найкращий педагог України (1997).

## Життєпис
Народилася 24 березня 1923 року в місті Запоріжжі. Протягом 1946—1951 років навчалася у Київській консерваторії (клас Клари Ісаківни Брун).
У 1951—1960 роках — солістка Київської філармонії; у 1960—1968 роках — Укрконцерту. Гастролювала у В'єтнамі (нагороджена орденом Праці I ступеня), Китаї, Польщі, Румунії, Фінляндії, Чехословаччині, Німецькій Демократичній Республіці та інших країнах.
У 1961—2003 роках — викладач (з 1977 року — доцент, з 1985 року — професор) Київської консерваторії. Серед учнів народні артисти України Валентин Пивоваров, Тарас Штонда, Валентина Васильєва, Ганна Захарченко, заслужені артисти України Святослав Гнатюк, Олександр Кочкін, Тетяна Кузьмінова, Валентина Матюшенко, Ольга Микитенко, Тетяна Михайлова, Валентина Стрілець, Петро Коваль.
Померла в Києві 1 грудня 2007 року.

## Творчість
У репертуарі близько 400 творів, серед яких романси Георгія Майбороди, Юдіф Рожавської, Петра Чайковського, Сергія Рахманінова, Едварда Гріга, твори Франца Шуберта, Роберта Шумана, французьких композиторів.
Співала з симфонічними оркестрами під керівництвом Костянтина Симеонова, Натана Рахліна, Веніаміна Тольби та інших диригентів. Багато концертних програм було створено з концертмейстером Зоєю Ліхтман.
У музичному фонді Національної суспільної телерадіокомпанії України знаходиться понад 250 записів співачки. На Всесоюзній фірмі «Мелодія» у її виконанні на грамплатівки записано романси Миколи Лисенка, Георгія Майбороди, Юлія Мейтуса, Федора Надененка, Якова Степового, Кирила Стеценка та інших українських композиторів.